# Taisuke Mizuno
Taisuke Mizuno (水野 泰輔 Mizuno Taisuke?), född 4 maj 1993 i Aichi prefektur, är en japansk fotbollsspelare.
Mizuno började sin karriär 2012 i Nagoya Grampus. 2013 flyttade han till FC Gifu. Han spelade 69 ligamatcher för klubben. 2017 flyttade han till Fujieda MYFC.